# Čerin
Čerin je priimek v Sloveniji, ki ga je po podatkih Statističnega urada Republike Slovenije na dan 1. januarja 2010 uporabljalo 215 oseb in je med vsemi priimki po pogostosti uporabe uvrščen na 1.975. mesto.

## Znani nosilci priimka
- Adam Gnezda Čerin (*1999), nogometaš
- Aleš Čerin (*1949), menedžer, politik, pravnik/odvetnik
- Aleš Čerin (*1962), farmacevt, publicist, bloger, predavatelj
- Ančka Čerin, Zveza prijateljev mladine Slovenije ...
- Bogo Čerin (1947—2017), fotograf
- Eliza(beta) Čerin Češnovar (1913—1989), kemičarka
- Janez Čerin, pod?polkovik SV
- Jernej Čerin (*1987), hokejist
- Josip Čerin (1867—1951), glasbenik, dirigent, muzikolog
- Jože Čerin (1923—?), partizan prvoborec, policijski funkcionar
- Miha(el) Čerin - Aleš (1917—1996), politični komisar 14. divizije NOVJ
- Primož Čerin (*1962), kolesar
- Tomaž Čerin (1846—1901), duhovnik in deželni poslanec